# Washoe (szympans)
Washoe (ur. ok. września 1965, zm. 30 października 2007) – szympansica, ostatnio żyjąca w Chimpanzee and Human Communication Institute (CHCI) w Central Washington University w Ellensburgu.
Była to pierwsza istota niebędąca człowiekiem, która wykazała umiarkowaną zdolność uczenia się symboli języka migowego i używania ich do komunikacji, w ramach eksperymentu naukowego na temat nauki zwierząt ludzkiego języka o nazwie „Projekt Washoe”. Chociaż niektórzy uznali to za pierwszy przypadek nauki ludzkiego języka przez istotę inną niż człowiek, to twierdzenie jest zwykle przyjmowane bez poparcia świata naukowego (Pinker, 1994).
Imię i nazwa projektu pochodzi od hrabstwa Washoe, w którym szympansica dorastała i uczyła się języka migowego.

## Projekt Washoe
W 1967 małżeństwo naukowców Allen i Beatrice Gardner założyło w Reno projekt, którego celem było nauczenie Washoe amerykańskiego języka migowego (ASL). Poprzednie próby nauki szympansów imitowania języków dźwiękowych (projekty Gua i Vicki) zakończyły się porażką. Gardnerowie uważali, że stało się tak z powodu niezdolności szympansów do wydawania głosu. Postanowili oni wykorzystać umiejętności tworzenia przez szympansy różnych gestów do nauki znaków ASL.

## Zakres używanych znaków
Washoe potrafiła używać około 200 pewnych znaków. Aby uznać znak za „pewny”, musiał zostać zaobserwowany przez 3 różne osoby w 3 niezależnych spontanicznych sytuacjach we właściwym kontekście i odpowiednio użyty. Po dokonaniu takiej obserwacji musiał się powtarzać przez 15 dni z rzędu, aby został dodany do listy potwierdzonych znaków używanych przez Washoe.

## Inne projekty
W wielu innych projektach udało się nauczyć ASL lub innej formy języka inne szympansy oraz goryle, a także zwierzęta niebędące naczelnymi, takie jak delfiny, dzięcioły i papugi.
Potencjał i ograniczenia w nauce zwierząt ludzkiego języka zostaną prawdopodobnie określone w wyniku integracji wyników tych różnych eksperymentów, a nie jedynie na podstawie Projektu Washoe. Ten projekt pozostanie jednak kamieniem milowym w badaniach procesów poznawczych u zwierząt, ponieważ został uznany za pierwszy sukces w nauczaniu ludzkiego języka zwierząt z innych gatunków.